# ハニ・バイエルン
ハニ・バイエルン株式会社は、鹿児島県鹿児島市に本社を置く、自動車販売会社である。鹿児島県の自動車コレクターである、羽仁正次郎の100%出資により設立された。関連会社に、株式会社ハニ・田上自動車学校・ハニ交通・鹿児島交通タクシーなどがある。
事業内容は、並行輸入車の輸入販売など。以前は鹿児島と宮崎でBMW正規ディーラーを営業していたが、2018年7月18日をもってBMW社との正規ディーラー契約は終了した。

## 販売・サービス拠点

### 鹿児島県
- 本社（新車販売拠点・中古車販売拠点）
- ハニSF（サービスファクトリー：工場）

## 代表役員
- 代表取締役 羽仁正次郎

※鹿児島県・市タクシー協会会長　鹿児島県観光連盟理事

## 関連会社
販売部門
- 株式会社ハニ - 自動車販売（クラシックカー及び希少車輌の輸入代理）/中古車販売/修理/板金

タクシー部門
- ハニ交通
- 鹿児島交通タクシー
- 指宿ハニ交通
- 霧島観光ハニ交通
- サンコータクシー
- 徳永タクシー
- ひまわりタクシー（旧・肥後産業関連会社）

自動車学校部門
- 田上自動車学校
- 吉野自動車学校
- 霧島自動車学校
- 鹿屋自動車学校
- シブシ昭和自動車学校